# Tmesisternus soembanus
Tmesisternus soembanus là một loài bọ cánh cứng trong họ Cerambycidae.